# Grand Prix automobile d'Arabie saoudite 2023
GP précédent GP suivant
Le Grand Prix automobile d'Arabie saoudite 2023 (Formula 1 STC Saudi Arabian Grand Prix 2023) disputé le 19 mars 2023 sur le circuit de la corniche de Djeddah, est la 1081e épreuve du championnat du monde de Formule 1 courue depuis 1950. Il s'agit de la troisième édition du Grand Prix d'Arabie saoudite comptant pour le championnat du monde de Formule 1 et de la deuxième manche du championnat 2023. La course, dont la première édition a eu lieu en 2021, se déroule en nocturne sur le tracé dessiné par Hermann Tilke à Djeddah, au bord de la mer rouge.
Dominateur lors de l'ensemble des séances d'essais, Max Verstappen est victime, dans la deuxième phase des qualifications, d'une défaillance de son arbre de transmission qui le contraint à partir du quinzième rang ; son coéquipier Sergio Pérez profite de la supériorité de la Red Bull RB19 pour réaliser la deuxième pole position de sa carrière sur le circuit où il a obtenu sa première un an plus tôt. Deuxième, à 155 millièmes de seconde, Charles Leclerc est pénalisé d'un recul de dix places sur la grille pour l'utilisation d'un troisième boîtier électronique ; Fernando Alonso part dès lors en première ligne au côté du Mexicain. George Russell se hisse au troisième rang, accompagné en deuxième ligne par Carlos Sainz. Lance Stroll devance Esteban Ocon sur la troisième ligne ; ils sont suivis par Lewis Hamilton et Oscar Piastri qui atteint une position flatteuse pour sa deuxième course dans la discipline. La cinquième ligne est composée de Pierre Gasly et Nico Hülkenberg.
Red Bull Racing réalise un second doublé en deux courses, mais dans l'ordre inverse du précédant, la victoire revenant à Sergio Pérez qui devance Max Verstappen remonté, sans difficulté, du quinzième rang. La confusion règne un long moment quant à l'attribution de la troisième place, puisque Fernando Alonso, qui franchit la ligne d'arrivée à cette position, est rétrogradé d'un rang, pénalisé de dix secondes en conséquence d'une mauvaise observation d'une sanction préalable ; celle-ci finalement annulée, l'Espagnol peut fêter le centième podium de sa carrière. 
Au départ, Alonso, décalé sur la gauche de son emplacement sur la grille (pour s'être « mal garé », il devra observer une pénalité de cinq secondes), s'élance mieux que Pérez et prend les commandes de la course. Mais en quatre boucles, le pilote de la RB19 tellement supérieure à la concurrence, dépasse l'Aston Martin pour rouler devant jusqu'à la fin de la course. Tandis que Verstappen remonte méthodiquement, Leclerc n'est pas en reste. En pneus tendres, le Monégasque est déjà cinquième derrière son coéquipier après 14 tours. Mais Ferrari va jouer de malchance : les deux pilotes sont arrêtés pour chausser des pneus durs aux 15e et 16e tours, et alors qu'ils ont repris la piste, Lance Stroll tombe en panne sur le circuit. La voiture de sécurité est de sortie : Pérez, Alonso qui doit patienter 5 secondes devant son box, Russell, Verstappen et Hamilton, gagnent un « arrêt gratuit » au 18e tour et ressortent des stands devant les Ferrari. Le double champion du monde en titre dépasse rapidement Russell puis Alonso et s'installe au deuxième rang à environ cinq secondes de son coéquipier. À partir de là (25e tour), et en tournant une seconde plus vite que toutes les autres voitures, les protégés de Christian Horner s'échangent les records du tour, et Pérez ne laisse pas son coéquipier s'approcher. Mais ce dernier met un point d'honneur à s'attribuer l'unité bonus du meilleur tour dans la dernière boucle afin de rester leader du championnat pour un point. Sergio Pérez obtient la cinquième victoire de sa carrière dans sa spécialité : les circuits urbains (il s'est précédemment imposé à Bakou, Singapour et Monaco).   
Monté sur le podium avec les pilotes Red Bull, Fernando Alonso apprend ensuite qu'il est rétrogradé au quatrième rang en faveur de George Russell, pénalisé de dix secondes supplémentaires puisque les mécanos n'auraient pas observé les cinq secondes sans toucher sa voiture au stand. Il s'agissait en fait du « lève-vite », que le mécanicien préposé à la manœuvre avait immédiatement engagé à l'arrière de la monoplace. La réclamation d'Aston Martin portant sur le fait qu'il n'y a pas eu d'intervention « manuelle », est entendue par les commissaires qui dans la soirée, redonnent la troisième place à Alonso. Ainsi, le résultat final reflète bien l’état actuel des forces en présence : les deux Red Bull, l'Aston Martin d'Alonso, les Mercedes de Russell et Hamilton, puis les Ferrari de Sainz et Leclerc sixième et septième et en grande difficulté avec les pneus durs et enfin, les deux Alpine d'Ocon et Gasly. Kevin Magnussen émerge du peloton en dépassant Yuki Tsunoda en fin de course pour prendre le point de la dixième place.
Au classement du championnat pilotes, Verstappen (44 points) mène devant Pérez (43 points). Déjà deux fois sur le podium, Alonso est troisième (30 points). Sainz et Hamilton sont quatrièmes (20 points), suivis par Russell (18 points), Stroll (8 points), Leclerc (6 points), puis au neuvième rang, un trio composé de Bottas, Ocon et Gasly (4 points). Chez les constructeurs, Red Bull Racing fait carton plein et totalise 87 points, déjà plus du double que ceux marqués par Aston Martin et Mercedes, deuxièmes ex aequo (38 points) devant Ferrari (28 points). Alpine (8 points) est cinquième suivie par Alfa Romeo (4 points), Williams et Haas (1 point). McLaren et AlphaTauri n'ont pas encore marqué.

## Pneus disponibles
| Pneus pour piste sèche | Pneus pour piste sèche | Pneus pour piste sèche | Pneus pluie    | Pneus pluie |
| ---------------------- | ---------------------- | ---------------------- | -------------- | ----------- |
| Durs (Type C2)         | Medium (Type C3)       | Tendres (Type C4)      | Intermédiaires | Pluie       |

## Essais libres

### Première séance, le vendredi de 14 h 30 à 15 h 30
| Pos. | Pilote          | Voiture               | Chrono         | Écart     |
| ---- | --------------- | --------------------- | -------------- | --------- |
| 1    | Max Verstappen  | Red Bull-Honda RBPT   | 1 min 29 s 617 |           |
| 2    | Sergio Pérez    | Red Bull-Honda RBPT   | 1 min 30 s 100 | + 0 s 483 |
| 3    | Fernando Alonso | Aston Martin-Mercedes | 1 min 30 s 315 | + 0 s 698 |
| 4    | Lance Stroll    | Aston Martin-Mercedes | 1 min 30 s 577 | + 0 s 960 |
| 5    | George Russell  | Mercedes              | 1 min 30 s 771 | + 1 s 154 |
| 6    | Lewis Hamilton  | Mercedes              | 1 min 30 s 787 | + 1 s 170 |

### Deuxième séance, le vendredi de 18 h à 19 h
| Pos. | Pilote          | Voiture               | Chrono         | Écart     |
| ---- | --------------- | --------------------- | -------------- | --------- |
| 1    | Max Verstappen  | Red Bull-Honda RBPT   | 1 min 29 s 603 |           |
| 2    | Fernando Alonso | Aston Martin-Mercedes | 1 min 29 s 811 | + 0 s 208 |
| 3    | Sergio Pérez    | Red Bull-Honda RBPT   | 1 min 29 s 902 | + 0 s 299 |
| 4    | Esteban Ocon    | Alpine-Renault        | 1 min 30 s 039 | + 0 s 436 |
| 5    | George Russell  | Mercedes              | 1 min 30 s 070 | + 0 s 467 |
| 6    | Pierre Gasly    | Alpine-Renault        | 1 min 30 s 100 | + 0 s 497 |

### Troisième séance, le samedi de 14 h 30 à 15 h 30
| Pos. | Pilote          | Voiture               | Chrono         | Écart     |
| ---- | --------------- | --------------------- | -------------- | --------- |
| 1    | Max Verstappen  | Red Bull-Honda RBPT   | 1 min 28 s 485 |           |
| 2    | Sergio Pérez    | Red Bull-Honda RBPT   | 1 min 29 s 098 | + 0 s 613 |
| 3    | Fernando Alonso | Aston Martin-Mercedes | 1 min 29 s 483 | + 0 s 998 |
| 4    | Lance Stroll    | Aston Martin-Mercedes | 1 min 29 s 509 | + 1 s 024 |
| 5    | Lewis Hamilton  | Mercedes              | 1 min 29 s 568 | + 1 s 083 |
| 6    | Charles Leclerc | Ferrari               | 1 min 29 s 588 | + 1 s 103 |

## Séance de qualifications

### Résultats des qualifications
| Pos.                                                                                      | Pilote           | Écurie                | Qualifications 1 | Qualifications 2 | Qualifications 3 |
| ----------------------------------------------------------------------------------------- | ---------------- | --------------------- | ---------------- | ---------------- | ---------------- |
| 1                                                                                         | Sergio Pérez     | Red Bull-Honda RBPT   | 1 min 29 s 244   | 1 min 28 s 635   | 1 min 28 s 265   |
| 2                                                                                         | Charles Leclerc  | Ferrari               | 1 min 29 s 376   | 1 min 28 s 903   | 1 min 28 s 420   |
| 3                                                                                         | Fernando Alonso  | Aston Martin-Mercedes | 1 min 29 s 298   | 1 min 28 s 757   | 1 min 28 s 730   |
| 4                                                                                         | George Russell   | Mercedes              | 1 min 29 s 592   | 1 min 29 s 132   | 1 min 28 s 857   |
| 5                                                                                         | Carlos Sainz Jr. | Ferrari               | 1 min 29 s 411   | 1 min 28 s 957   | 1 min 28 s 931   |
| 6                                                                                         | Lance Stroll     | Aston Martin-Mercedes | 1 min 29 s 335   | 1 min 28 s 962   | 1 min 28 s 945   |
| 7                                                                                         | Esteban Ocon     | Alpine-Renault        | 1 min 29 s 707   | 1 min 29 s 255   | 1 min 29 s 078   |
| 8                                                                                         | Lewis Hamilton   | Mercedes              | 1 min 29 s 689   | 1 min 29 s 374   | 1 min 29 s 223   |
| 9                                                                                         | Oscar Piastri    | McLaren-Mercedes      | 1 min 29 s 706   | 1 min 29 s 378   | 1 min 29 s 243   |
| 10                                                                                        | Pierre Gasly     | Alpine-Renault        | 1 min 29 s 890   | 1 min 29 s 411   | 1 min 29 s 357   |
| 11                                                                                        | Nico Hülkenberg  | Haas-Ferrari          | 1 min 29 s 547   | 1 min 29 s 451   |                  |
| 12                                                                                        | Zhou Guanyu      | Alfa Romeo-Ferrari    | 1 min 29 s 654   | 1 min 29 s 461   |                  |
| 13                                                                                        | Kevin Magnussen  | Haas-Ferrari          | 1 min 29 s 744   | 1 min 29 s 634   |                  |
| 14                                                                                        | Valtteri Bottas  | Alfa Romeo-Ferrari    | 1 min 29 s 929   | 1 min 29 s 668   |                  |
| 15                                                                                        | Max Verstappen   | Red Bull-Honda RBPT   | 1 min 28 s 761   | 1 min 49 s 953   |                  |
| 16                                                                                        | Yuki Tsunoda     | AlphaTauri-Honda RBPT | 1 min 29 s 939   |                  |                  |
| 17                                                                                        | Alexander Albon  | Williams-Mercedes     | 1 min 29 s 994   |                  |                  |
| 18                                                                                        | Nyck de Vries    | AlphaTauri-Honda RBPT | 1 min 30 s 244   |                  |                  |
| 19                                                                                        | Lando Norris     | McLaren-Mercedes      | 1 min 30 s 447   |                  |                  |
| Temps minimal à réaliser pour la qualification : 1 min 34 s 974 (107 % de 1 min 28 s 761) |                  |                       |                  |                  |                  |
| Nq.                                                                                       | Logan Sargeant   | Williams-Mercedes     | 2 min 08 s 510   |                  |                  |

### Grille de départ
- Charles Leclerc, auteur du deuxième temps des qualifications est pénalisé d'un recul de dix places sur la grille de départ pour l'utilisation d'un troisième boîtier électronique (deux seulement sont autorisés par le règlement et celui-ci avait été changé avant la course d'ouverture à Bahreïn) ; il s'élance douzième[6] ;
- Logan Sargeant, initialement non qualifié après avoir percuté le mur dans son ultime tentative chronométrée, est repêché par les commissaires et autorisé à prendre le départ depuis la dernière place de la grille[7].

## Course

### Classement de la course
| Pos. | no | Pilote           | Écurie                | Tours | Temps/Abandon                                       | Grille | Points |
| ---- | -- | ---------------- | --------------------- | ----- | --------------------------------------------------- | ------ | ------ |
| 1    | 11 | Sergio Pérez     | Red Bull-Honda RBPT   | 50    | 1 h 21 min 14 s 894 (227,783 km/h)                  | 1      | 25     |
| 2    | 1  | Max Verstappen   | Red Bull-Honda RBPT   | 50    | + 5 s 355                                           | 15     | 18 + 1 |
| 3    | 14 | Fernando Alonso  | Aston Martin-Mercedes | 50    | + 20 s 728 (dont 5 s de pénalité purgées en course) | 2      | 15     |
| 4    | 63 | George Russell   | Mercedes              | 50    | + 25 s 866                                          | 3      | 12     |
| 5    | 44 | Lewis Hamilton   | Mercedes              | 50    | + 31 s 065                                          | 7      | 10     |
| 6    | 55 | Carlos Sainz Jr. | Ferrari               | 50    | + 35 s 876                                          | 4      | 8      |
| 7    | 16 | Charles Leclerc  | Ferrari               | 50    | + 43 s 162                                          | 12     | 6      |
| 8    | 31 | Esteban Ocon     | Alpine-Renault        | 50    | + 52 s 832                                          | 6      | 4      |
| 9    | 10 | Pierre Gasly     | Alpine-Renault        | 50    | + 54 s 747                                          | 9      | 2      |
| 10   | 20 | Kevin Magnussen  | Haas-Ferrari          | 50    | + 1 min 04 s 826                                    | 13     | 1      |
| 11   | 22 | Yuki Tsunoda     | AlphaTauri-Honda RBPT | 50    | + 1 min 07 s 494                                    | 16     |        |
| 12   | 27 | Nico Hülkenberg  | Haas-Ferrari          | 50    | + 1 min 10 s 588                                    | 10     |        |
| 13   | 24 | Zhou Guanyu      | Alfa Romeo-Ferrari    | 50    | + 1 min 16 s 060                                    | 11     |        |
| 14   | 21 | Nyck de Vries    | AlphaTauri-Honda RBPT | 50    | + 1 min 17 s 478                                    | 18     |        |
| 15   | 81 | Oscar Piastri    | McLaren-Mercedes      | 50    | + 1 min 25 s 021                                    | 8      |        |
| 16   | 2  | Logan Sargeant   | Williams-Mercedes     | 50    | + 1 min 26 s 293                                    | 20     |        |
| 17   | 4  | Lando Norris     | McLaren-Mercedes      | 50    | + 1 min 26 s 445                                    | 19     |        |
| 18   | 77 | Valtteri Bottas  | Alfa Romeo-Ferrari    | 49    | + 1 tour                                            | 14     |        |
| Abd. | 23 | Alexander Albon  | Williams-Mercedes     | 27    | Freins                                              | 17     |        |
| Abd. | 18 | Lance Stroll     | Aston Martin-Mercedes | 16    | Moteur                                              | 5      |        |

### Pole position et record du tour
- Pole position :  Sergio Pérez (Red Bull-Honda RBPT) en 1 min 28 s 265 (251,814 km/h)[8].
- Meilleur tour en course :  Max Verstappen (Red Bull-Honda RBPT) en 1 min 31 s 906 (241,838 km/h) au cinquantième et dernier tour ; deuxième de la course, il remporte le point bonus associé au meilleur tour[9].

### Tours en tête
- Fernando Alonso (Aston Martin-Mercedes) : 3 tours (1-3)[10]
- Sergio Pérez (Red Bull-Honda RBPT) : 47 tours (4-50)

## Classements généraux à l'issue de la course
| Pos. | Pilote           | Écurie                | Points |
| ---- | ---------------- | --------------------- | ------ |
| 1    | Max Verstappen   | Red Bull-Honda RBPT   | 44     |
| 2    | Sergio Pérez     | Red Bull-Honda RBPT   | 43     |
| 3    | Fernando Alonso  | Aston Martin-Mercedes | 30     |
| 4    | Carlos Sainz Jr. | Ferrari               | 20     |
| 5    | Lewis Hamilton   | Mercedes              | 20     |
| 6    | George Russell   | Mercedes              | 18     |
| 7    | Lance Stroll     | Aston Martin-Mercedes | 8      |
| 8    | Charles Leclerc  | Ferrari               | 6      |
| 9    | Valtteri Bottas  | Alfa Romeo-Ferrari    | 4      |
| 10   | Esteban Ocon     | Alpine-Renault        | 4      |
| 11   | Pierre Gasly     | Alpine-Renault        | 4      |
| 12   | Kevin Magnussen  | Haas-Ferrari          | 1      |
| 13   | Alexander Albon  | Williams-Mercedes     | 1      |

| Pos. | Écurie                | Points |
| ---- | --------------------- | ------ |
| 1    | Red Bull-Honda RBPT   | 87     |
| 2    | Aston Martin-Mercedes | 38     |
| 3    | Mercedes              | 38     |
| 4    | Ferrari               | 26     |
| 5    | Alpine-Renault        | 8      |
| 6    | Alfa Romeo-Ferrari    | 4      |
| 7    | Williams-Mercedes     | 1      |
| 8    | Haas-Ferrari          | 1      |

## Statistiques
Le Grand Prix d'Arabie saoudite 2023 représente :
- la 2e pole position de Sergio Pérez, un an après sa première, sur ce même circuit[13] ;
- la 5e victoire de Sergio Pérez[14] ;
- la 94e victoire de Red Bull[15] ;
- le 24e doublé de Red Bull[16] ;
- la 2e victoire de Honda RBPT en tant que motoriste[17].
- le 100e podium de Fernando Alonso ; l'Espagnol est le sixième pilote à atteindre ce cap après Kimi Räikkönen (103 podiums), Sebastian Vettel (122), Lewis Hamilton (191), Alain Prost (106) et Michael Schumacher (155)[18],[19].

Au cours de ce Grand Prix :
- Carlos Sainz Jr. passe la barre des 800 points inscrits en Formule 1 (802,5 points)[20] ;
- Max Verstappen est élu « pilote du jour » à l'issue d'un vote organisé sur le site officiel de la Formule 1[21] ;
- Enrique Bernoldi (28 Grands Prix disputés entre 2001 et 2002 avec Arrows) est nommé conseiller par la FIA pour aider dans leurs jugements le groupe des commissaires de course[22].